# Kasper Anthoni
Kasper Anthoni (født 1979 i Aalborg) er en dansk digter og billedkunstner. Han er uddannet i 2007 som cand.mag. i dansk fra Aalborg Universitet.
Anthoni debuterede i 2010 med digtsamlingen #digte, der som forfatterskabets øvrige samlinger består af forholdsvis korte digte, der alle kredser om emnerne kærlighed, savn, tab og jalousi. Sproget er billedmættet og ofte med by/natur som rum for det enkelte digt.
Som billedkunstner har Kasper Anthoni bl.a. bidraget med plakaten for Aalborgs første lyrikfestival 9000 Ord .
Han modtog i foråret 2012 Aalborg Kulturpris, Kulturel højdespringer.

## Udgivelser
- #digte, digte 2010
- shutter, 20 digte / fotos af Jonas Bang 2010
- du siger delfiner er søde, digte 2010
- Også når du kommer mig i møde, digte 2011
- Blomster under huden når du fryser, digte 2012
- Personlige bjerge, digte 2014

## Eksterne kilder og henvisninger
1. ↑  9000 Ord

- Website